# کروک ول (نیو ساوت ولز)
کروک ول (به انگلیسی: Crookwell) یک شهرک در استرالیا است که در Upper Lachlan Shire واقع شده‌است.